# Группа Фробениуса
Группа Фробениуса, или фробениусова группа — транзитивная группа перестановок на конечном множестве, такая, что каждый нетривиальный элемент фиксирует не более одной точки, и некоторый нетривиальный элемент фиксирует точку.
Названы в честь Ф. Г. Фробениуса.

## Связанные определения
Пусть G — группа Фробениуса, состоящая из перестановок множества X.
- Подгруппа H в G, фиксирующая точку, называется дополнением Фробениуса.

- Единичный элемент вместе со всеми элементами, не входящими ни в одну сопряжённую с H подгруппу, образуют нормальную подгруппу K, называемую ядром Фробениуса.

## Свойства
- Группа Фробениуса G является полупрямым произведением ядра K и дополнения H:
{\displaystyle G=K\rtimes H}.

- Ядро Фробениуса является нильпотентной группой.

- Если дополнение H имеет чётный порядок, то ядро K абелево.

- Каждая подгруппа дополнения, порядок которой равен произведению 2 простых чисел, является циклической.
  - Это означает, что её силовские подгруппы являются циклическими или обобщенными группами кватернионов.

- Любая группа, такая, что все подгруппы Силова циклические, называется Z-группой и, в частности, должна быть метациклической группой. Это означает, что она является расширением двух циклических групп.

- Если дополнение H неразрешимо, то оно имеет нормальную подгруппу индекса 1 или 2, которая является произведением SL(2,5) и метациклической группы порядка 30.
  - В частности, если дополнение Фробениуса совпадает с его производной подгруппой, то оно изоморфно SL(2,5).

- Если дополнение разрешимо, то оно имеет нормальную метациклическую подгруппу, факторгруппа по которой является подгруппой симметрической группы {\displaystyle S_{4}}.

- Конечная группа является дополнением Фробениуса тогда и только тогда, когда она имеет точное конечномерное представление над конечным полем, в котором неединичные элементы группы соответствуют линейным преобразованиям без ненулевых фиксированных точек.

## Примеры

Плоскость Фано

- Самый маленький пример — симметрическая группа {\displaystyle S_{3}}, состоящая из 6 элементов. Ядро Фробениуса имеет порядок 3, а дополнение порядок 2.
- Для каждого конечного поля {\displaystyle \mathbb {F} _{q}} с {\displaystyle q>2} элементами группа обратимых аффинных преобразований, естественно действующих на {\displaystyle \mathbb {F} _{q}}, является группой Фробениуса.
  - Предыдущий пример соответствует случаю {\displaystyle \mathbb {F} _{3}} — полю с тремя элементами.
- Группа симметрий плоскости Фано, действующая на множестве её флагов, фробениусова.
- Диэдральная группа порядка 2n с нечётным n — фробениусова с дополнением порядка 2.
  - Вообще, если K — любая абелева группа нечетного порядка, а H имеет порядок 2 и действует на K путем инверсии, то полупрямое произведение K.H является группой Фробениуса.
- Многие другие примеры могут быть сгенерированы с помощью следующих конструкций.
  - Если заменить дополнение Фробениуса группы Фробениуса нетривиальной подгруппой, мы получим другую группу Фробениуса.
  - Если имеются две группы Фробениуса {\displaystyle K_{1}.H} и {\displaystyle K_{2}.H}, то {\displaystyle (K_{1}\times K_{2}).H} также фробениусова.
- Если K — неабелева группа порядка 73 с экспонентой 7, а H — циклическая группа порядка 3, то существует группа Фробениуса G, которая является расширением K.H. Это был первый пример группы Фробениуса с неабелевым ядром (построен Отто Шмидтом).
- Если H — группа SL(2,5) порядка 120, она свободно действует на 2-мерное векторное пространство K над полем с 11 элементами. Расширение K.H является наименьшим примером неразрешимой группы Фробениуса.
- Подгруппа группы Зассенхауса, фиксирующая точку, является группой Фробениуса.

## Теория представлений
Неприводимые комплексные представления группы Фробениуса G могут быть считаны из представлений H и K. Существует два типа неприводимых представлений G:
- Любое неприводимое представление R группы H даёт неприводимое представление G с использованием факторотображения из G в H (то есть как ограниченное представление). Они дают неприводимые представления G с подгруппой K, содержащейся в их ядре.
- Если S — любое нетривиальное неприводимое представление K, то соответствующее индуцированное представление G также неприводимо. Они дают неприводимые представления G с подгруппой K, отсутствующей в их ядре.

## Альтернативные определения
Существует ряд свойств, формулируемых в терминах теории групп, которые интересны сами по себе, но ещё и оказываются эквивалентными существованию у группы представления перестановками, которое делает её фробениусовой.
- G является группой Фробениуса тогда и только тогда, когда G имеет нетривиальную собственную подгруппу H, такую, что {\displaystyle H\cap H^{g}} — тривиальная подгруппа для любого g ∈ G − H.

Предполагая, что {\displaystyle G=K\rtimes H} — полупрямое произведение нормальной подгруппы K и дополнения H, следующие ограничения на централизаторы эквивалентны тому, что G является группой Фробениуса с дополнением Фробениуса H:
- Централизатор {\displaystyle C_{G}(k)} является подгруппой K для любого неединичного элемента {\displaystyle k\in K}.
- {\displaystyle C_{H}(k)=1} для любого неединичного элемента {\displaystyle k\in K}.
- {\displaystyle C_{G}(h)\leq H} для любого неединичного элемента {\displaystyle h\in H}.